# Dębów (Gać)
Dębów ist eine Ortschaft mit einem Schulzenamt der Gemeinde Gać im Powiat Przeworski der Woiwodschaft Karpatenvorland in Polen.

## Geschichte
Der Ort wurde im Jahr 1394 als Dambowa erstmals urkundlich erwähnt. Der topographische Name (dąb – Eiche) wechselte oft zwischen den Formen Dębowa, Dębowo und Dębów.
Bei der Ersten Teilung Polens kam Dębów 1772 zum neuen Königreich Galizien und Lodomerien des habsburgischen Kaiserreichs (ab 1804). Nach der Aufhebung der Patrimonialherrschaft mit Leibeigenschaft bildete es eine Gemeinde im Bezirk und Gerichtsbezirk Przeworsk.
1918, nach dem Ende des Ersten Weltkriegs und dem Zusammenbruch der k.u.k. Monarchie, kam der Ort zu Polen. Unterbrochen wurde dies nur durch die Besetzung Polens durch die Wehrmacht im Zweiten Weltkrieg.
Von 1975 bis 1998 gehörte Dębów zur Woiwodschaft Przemyśl.